# Claude Lefebvre (rokometaš)
Claude Lefebvre, kanadski rokometaš, * 8. december 1952, Montreal.
Leta 1976 je na poletnih olimpijskih igrah v Montrealu v sestavi kanadske rokometne reprezentance osvojil 11. mesto.